# Unió Demòcrata Foral
Unió Demòcrata Foral (UDF) va ser el nom d'una coalició electoral espanyola d'àmbit navarrès que va concórrer a les eleccions municipals i autonòmiques de 1987. La formaven el Partit Demòcrata Popular, el Partit Liberal, que havien abandonat poc abans Coalició Popular, i un petit partit democristià d'àmbit navarrès, el Partit Demòcrata Foral. El seu cap de llista per a les eleccions al Parlament de Navarra va ser Jaime Ignacio del Burgo, del Partit Demòcrata Popular.
UDF va obtenir 3 diputats en les eleccions al Parlament de Navarra, gràcies als 17.663 vots aconseguits (6,32%), i va formar un grup parlamentari propi. En 1989, després de la refundació del Partit Popular, en la qual es van integrar els partits que componien UDF, els dos parlamentaris d'Aliança Popular es van integrar en el grup parlamentari d'UDF, creant el Grup Parlamentari Popular compost per 5 membres.
UDF també va aconseguir un regidor a l'ajuntament de Pamplona.